# Vincent Graeff
Vincent Graeff (* 14. September 1931 in San Diego, Kalifornien als Vincent Bernard Graeff; † 8. Februar 2011 in  Henderson, Nevada) war ein US-amerikanischer Kinderdarsteller.

## Leben
Graeff nahm am Koreakrieg im vierten Marine Regiment der ersten Marine Division teil und wurde mit dem Purple Heart ausgezeichnet. Er war mit Pat Graeff verheiratet und Vater von fünf Kindern. Nach seiner Schauspielkarriere betätigte er sich beruflich als Blechschlosser. Sein Bruder Paul war ebenfalls als Kinderdarsteller in Filmen zu sehen.

## Wirken
Unter dem Künstlernamen Billy Ray Smith hatte er 1937 im Alter von sechs Jahren sein Filmdebüt in der von Hal Roach produzierten Serie Die kleinen Strolche (Our Gang) in der Folge The Pigskin Palooka. Weitere neun Filme mit ihm in der Serie folgten, u. a. war er in den Folgen Robot Wrecks, Fightin' Fools und Baby Blues zu sehen. Bis zum Ende seiner Schauspielkarriere im Jahr 1951 war er in mehreren Filmen zu sehen.

## Filmografie (Auswahl)
- 1937–1944: Die kleinen Strolche (Our Gang)
- 1945: Ein Baum wächst in Brooklyn (A Tree grows in Brooklyn)
- 1945:  Die Entscheidung (The Valley of Decision)
- 1946: Morgen und alle Tage (From This Day Forward)
- 1946: Boys Ranch
- 1946: The Harvey Girls
- 1946: Feind im Dunkel (The Dark Corner)
- 1946: Schwester Kenny (Sister Kenny)
- 1947: Killer McCoy
- 1947: Ihre beiden Verehrer (It Happened in Brooklyn)
- 1948: Fighting Father Dunn
- 1948: The Babe Ruth Story
- 1949: Ring frei für Stoker Thompson (The Set-Up)
- 1950: Im Dutzend billiger (Cheaper by the Dozen)
- 1951: Verfolgt (Tomorrow Is Another Day)